# George Troup

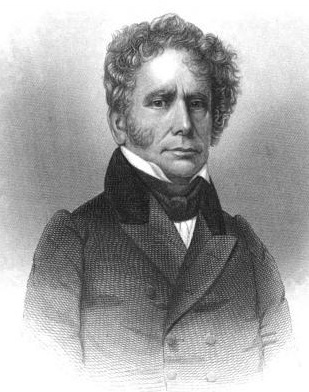
George Troup

George Michael Troup (* 8. September 1780 in McIntosh Bluff, Baldwin County, Westflorida; † 26. April 1856 im Montgomery County, Georgia) war ein US-amerikanischer Politiker und war von 1823 und 1827 Gouverneur des Bundesstaates Georgia, den er auch in beiden Kammern des Kongresses vertrat.

## Frühe Jahre
George Troup studierte bis 1797 am College of New Jersey, aus dem später die Princeton University hervorging, Jura. 1799 eröffnete er in Savannah eine Anwaltspraxis. Sein politischer Aufstieg begann 1803, als er in das Repräsentantenhaus von Georgia gewählt wurde. Er gehörte der Demokratisch-Republikanischen Partei an, die damals in den USA konkurrenzlos war.

## Kongressabgeordneter und Senator
Nach drei Jahren wechselte er in das US-Repräsentantenhaus in Washington, dem er bis 1815 angehörte. Nach einer kurzen politischen Auszeit erhielt er 1816 einen Sitz im US-Senat. Dort war er Vorsitzender des Militärausschusses. 1818 gab er seinen Sitz im Senat wieder auf. 1819 wurde er von dem einflussreichen William Harris Crawford zur Kandidatur für das Amt des Gouverneurs von Georgia überredet. Sein Gegenkandidat war John Clark. Beide Kandidaten gehörten verschiedenen Fraktionen innerhalb der Democratic Republicans an und waren schon seit längerem erbitterte politische Gegner. Der Gegensatz der beiden Gruppen bestand schon vor der Jahrhundertwende. Die Anhänger von Troup waren die reichen Plantagenbesitzer, während Clark von den kleinen Farmern und den Siedlern im Grenzgebiet unterstützt wurde. Einig waren sich beide Gruppen in ihrem Bestreben, die Cherokee-Indianer aus Georgia zu vertreiben. Troup verlor die Wahlen von 1819. Sein Konkurrent wurde 1821 wiedergewählt und blieb bis 1823 Gouverneur. Laut Verfassung durfte Clark 1823 nicht kandidieren und damit war der Weg frei für Troup.

## Gouverneur und Rückkehr in den Senat
Als Gouverneur begann er sofort eine Rassenpolitik gegen die Indianer. Er wollte die Cherokee so schnell wie möglich aus Georgia vertreiben. Dabei berief er sich auf den früheren Präsidenten Thomas Jefferson, der schon Anfang des Jahrhunderts vorgeschlagen hatte, die Indianer aus dem Osten der USA in das 1803 neuerworbene Louisiana-Territorium umzusiedeln. Er schloss mit einigen Indianervertretern einen entsprechenden Vertrag ab, der aber von der Mehrheit der Cherokee nicht anerkannt wurde. Daraufhin setzte der Gouverneur gegen den Willen von Präsident John Quincy Adams die Miliz gegen die Indianer ein. Bis 1827 waren schon viele Indianer aus Georgia vertrieben. Die große Mehrheit folgte in den nächsten zehn Jahren unter den Gouverneuren George Gilmer, Wilson Lumpkin und William Schley, besonders nachdem 1828 im Indianergebiet Gold gefunden worden war. Gouverneur Troup wurde 1825 mit einer knappen Mehrheit gegen seinen alten Rivalen Clark nach dem neuen allgemeinen Wahlsystem wiedergewählt.
Nach dem Ende seiner Amtszeit wurde Troup wieder Senator in Washington (1829 bis 1833). Dort wurde er Vorsitzender des Indianerausschusses. 1833 zog er sich aus der Politik zurück und widmete sich bis zu seinem Tod seinen Plantagen.
Nach ihm ist Troup County in Georgia benannt.